# El Garrobo
El Garrobo é um município da Espanha na província de Sevilha, comunidade autónoma da Andaluzia, de área 45 km² com população de 793 habitantes (2007) e densidade populacional de 17,17 hab/km².

## Demografia
| Variação demográfica do município entre 1991 e 2004 | Variação demográfica do município entre 1991 e 2004 | Variação demográfica do município entre 1991 e 2004 | Variação demográfica do município entre 1991 e 2004 |
| --------------------------------------------------- | --------------------------------------------------- | --------------------------------------------------- | --------------------------------------------------- |
| 1991                                                | 1996                                                | 2001                                                | 2004                                                |
| 741                                                 | 761                                                 | 757                                                 | 778                                                 |